# Gewässer in Dortmund
Die Liste enthält Gewässer in Dortmund.

## Flüsse
- Emscher
- Ruhr

## Bäche
- Appelbecke
- Asselner Graben
- Bärenbruchgraben
- Bodelschwinger Bach
- Breisenbach
- Dellwiger Bach
- Evinger Bach
- Flachsbach
- Frohlinder Bach
- Grotenbach
- Heimbach
- Hengstbach
- Herrentheyer Bach
- Hörder Bach
- Kirchhörder Bach
- Körnebach
- Lohbach
- Marksbach
- Meilenbach
- Mosselde
- Mühlenbach
- Nathebach
- Nettebach
- Oespeler Bach
- Olpkebach
- Oelbach
- Rahmer Waldbach
- Rahmkebach
- Ramsloher Bach
- Rossbach
- Rüpingsbach
- Schondelle
- Selbach
- Schmechtingsbach
- Unterer Fildebach
- Wannebach
- Zechengraben

## Kanäle
- Dortmund-Ems-Kanal

## Seen
- Brunosee
- Hallerey
- Hengsteysee
- Lanstroper See
- Phoenix-See
- Pleckenbrinksee

## Teiche
- Blauer See im Schwerter Wald
- Buschmühlenteich
- Löschwasserteiche Bittermark
- Großer Teich im Rombergpark
- Sumpfzypressenteich im Rombergpark